# Bob Layton
Bob Layton (25 settembre 1953) è un fumettista statunitense.
Iniziò a lavorare nel 1978 assieme a David Michelinie per un ciclo di Iron Man, per il quale creò War Machine. Dopo aver lavorato con la Marvel, lavorò prima per DC Comics, poi per la Valiant Comics. Attualmente è vincolato con la Future Comics.
Durante la sua carriera è stato anche uno scrittore: ha infatti realizzato una graphic novel sul personaggio di Spider-Man che non ha visto luce, oltre ad altre trame di fumetti supereroistici. Come inchiostratore ha co-creato il secondo Ant-Man, Scott Lang, rifinendo i disegni di John Byrne.